# أوليفيا بونامي
أوليفيا بونامي (بالفرنسية: Olivia Bonamy) هي ممثلة فرنسية، ولدت في 21 سبتمبر 1972 بباريس في فرنسا.

## وصلات خارجية
- أوليفيا بونامي على موقع IMDb (الإنجليزية)
- أوليفيا بونامي على موقع ألو سيني (الفرنسية)
- أوليفيا بونامي على موقع أول موفي (الإنجليزية)
- أوليفيا بونامي على موقع قاعدة بيانات الأفلام السويدية (السويدية)
- أوليفيا بونامي على موقع قاعدة بيانات الفيلم (الإنجليزية)
- أوليفيا بونامي على موقع كينوبويسك (الروسية)